# マスターズ・オブ・ペイン
マスターズ・オブ・ペイン(Masters of Pain)は、アメリカ合衆国のプロレス団体であるIWAイーストコーストの主催によるシングルマッチのプロレストーナメント戦。ウエストバージニア州を舞台に2006年から毎年続、総数8名の参加者らが競い合い、いわゆるハードコア・レスリング（デスマッチ）特化した試合群から構成される。

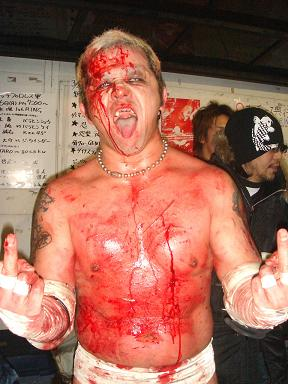
初代覇者の葛西純

## 歴史
2004年に産声を上げたIWAイーストコーストが、本拠地であるウエストバージニア州を舞台に、その設立からおよそ2年目にあたる2006年に第1回大会を開催した。日本出身の葛西純が初代優勝者となり、翌年より毎年同所において催されてきた。

## 開催史
| 回 | 開催日         | 開催地                 | 参戦者 | 覇者                 |
| -- | -------------- | ---------------------- | --- | -------------------- |
| 1  | 2006年9月16日  | サウス・チャールストン | 葛西純 \| トビー・クライン \| マッドマン・ポンド \| コーク・ヘイン \| コーポラル・ロビンソン \| ドレイク・ヤンガー \| JCベイリー \| 2・タフ・トニー              | 葛西純               |
| 2  | 2007年11月24日 | サウス・チャールストン | ブレイン・ダメージ \| ネクロ・ブッチャー \| マッドマン・ポンド \| ダニー・ハボック \| 沼澤邪鬼 \| インサーン・レーン \| コーク・ヘイン \| イアン・ロッテン       | コーク・ヘイン       |
| 3  | 2008年11月29日 | サウス・チャールストン | サムタック・ジャック \| マッドマン・ポンド \| ネクロ・ブッチャー \| ザ・ジャグレーター \| ダニー・ハボック \| トビー・クライン \| 伊東竜二 \| ドレイク・ヤンガー | サムタック・ジャック |
| 4  | 2009年11月7日  | ハンティントン         | マッドマン・ポンド \| ワックス \| ドレイク・ヤンガー \| スプリーム \| ダニー・ハボック \| サミー・カリハン \| 宮本裕向 \| デボン・ムーア                         | 宮本裕向             |